# Glycyrrhiza inflata
Glycyrrhiza inflata là một loài thực vật có hoa trong họ Đậu. Loài này được Batalin miêu tả khoa học đầu tiên.